# Lampides pseudocassius
Lampides pseudocassius är en fjärilsart som beskrevs av Murray 1873. Lampides pseudocassius ingår i släktet Lampides och familjen juvelvingar. Inga underarter finns listade i Catalogue of Life.